# Søren Georg Abel
Søren Georg Abel (3 de Janeiro de 1772 - 5 de Maio de 1820) foi um padre e político norueguês, também é conhecido como pai do matemático Niels Henrik Abel.

## Vida pessoal
Ele nasceu em Mo, Telemark sendo filho de Hans Mathis Abel (1738-1803) e Elizabeth Knuth Normann (1737-1817).
Em 1800, ele se casou com Anne Marie Simonsen. Seu segundo filho mais velho foi Niels Henrik Abel, um famoso matématico. Søren Georg Abel foi também o avô do político Hans Prydz (1868-1957).
Em 1803 seu pai morreu. Em 1814 foi eleito na primeira seção do Parlamento Noruêges. Morreu em 1820.